# Milà-Sanremo 2000
La Milà-Sanremo 2000 fou la 91a edició de la Milà-Sanremo. La cursa es disputà el 18 de març de 2000 i va ser guanyada per l'alemany Erik Zabel, que s'imposà a l'esprint en la meta de Sanremo. Aquesta fou la tercera de les seves quatre victòries a la cursa italiana.
199 ciclistes hi van prendre part, acabant la cursa 181 d'ells.

## Classificació final
|    | Ciclista          | Equip                 | Temps      |
| -- | ----------------- | --------------------- | ---------- |
| 1  | Erik Zabel        | Team Telekom          | 7h 11' 29" |
| 2  | Fabio Baldato     | Fassa Bortolo         | m. t.      |
| 3  | Óscar Freire      | Quick Step-Innergetic | m. t.      |
| 4  | Zbigniew Spruch   | Lampre - Daikin       | m. t.      |
| 5  | Sergei Ivanov     | Farm Frites           | m. t.      |
| 6  | Jo Planckaert     | Cofidis               | m. t.      |
| 7  | Stefano Garzelli  | Mercatone Uno-Albacom | m. t.      |
| 8  | Rolf Sörensen     | Rabobank ProTeam      | m. t.      |
| 9  | Romāns Vainšteins | Vini Caldirola        | m. t.      |
| 10 | Bo Hamburger      | Memory Card           | m. t.      |